# Biserica de lemn Adormirea Maicii Domnului din Agapia

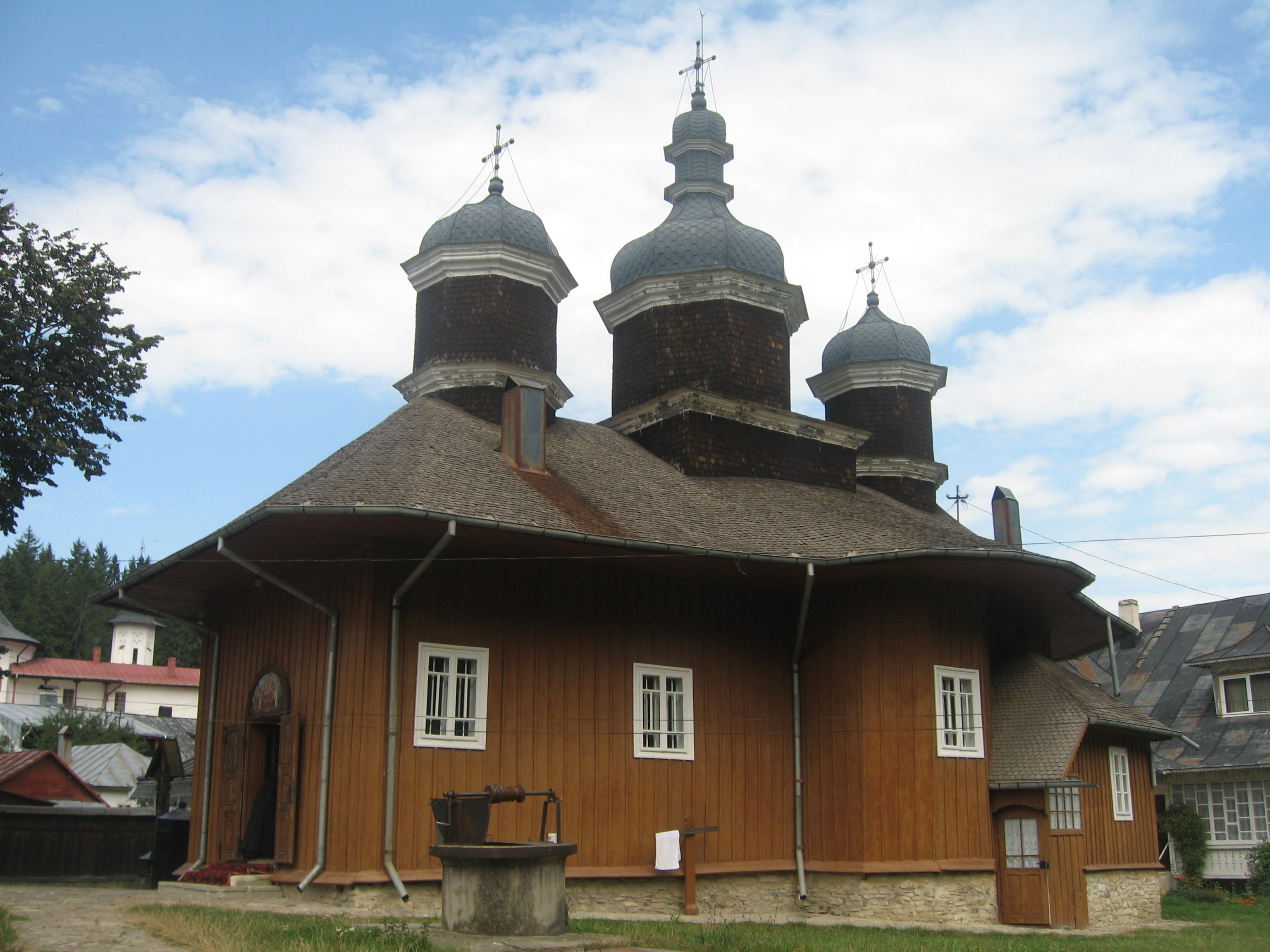
Biserica de lemn Adormirea Maicii Domnului de la Mănăstirea Agapia

Biserica de lemn cu hramul Adormirea Maicii Domnului din Agapia a fost construită în anul 1780 în afara incintei Mănăstirii Agapia (aflată în județul Neamț). Mai este cunoscută și sub denumirea de biserica bolniței.
Biserica de lemn "Adormirea Maicii Domnului" de la Mănăstirea Agapia a fost inclusă, sub denumirea de Bolnița de lemn "Adormirea Maicii Domnului", pe Lista Monumentelor Istorice din județul Neamț din anul 2004, având codul  NT-II-m-A-10627.07. 

## Istoric și trăsături
În anul 1780 a fost construită în afara incintei, dar în imediata apropiere a acesteia (spre est), Biserica bolniței cu hramul "Adormirea Maicii Domnului". Ulterior a primit și un al doilea hram, "Sfânta Varvara".
În anul 1854, biserica a fost refăcută de către vornicul Iordache Miclescu și de surorile sale, monahiile Epraxia și Agapia Miclescu , fiind sfințită la 14 iulie 1854 de către mitropolitul Sofronie Miclescu. 
Ca urmare a deteriorării sale, lăcașul de cult a fost reparat în 1885, în timpul stăreției maicii Elisabeta Cerchez. Biserica a fost pictată în interior în anul 1946 de către pictorul Constantin Negrescu din Roman, cu cheltuiala mitropolitului Irineu Mihălcescu al Moldovei. 
Biserica de lemn a fost reparată din nou în 1981, când a fost căptușită cu scândură de culoare cărămizie, a fost schimbat acoperișul de șindrilă și s-a pus pardoseală de parchet. Cu acest prilej, s-a curățat pictura din altar, restul bisericii fiind pictată în tehnica frescă de către ieromonahul Vartomoleu Florea de la Mănăstirea Sihăstria.
Lângă peretele nordic al pridvorului bisericii se află o troiță de lemn construită în anul 1975 de către Antal Irimia și soția sa, Ioana din Toplița (județul Harghita), în amintirea eroilor căzuți pe câmpurile de luptă în anii 1914-1918 și 1944 pentru libertatea neamului și a patriei.

## Arhitectura
Biserica "Adormirea Maicii Domnului" din Agapia este construită din lemn, pe temelie de piatră de râu. Ea are trei turle de formă octogonală, acoperișul fiind din tablă și șiță. 

## Imagini

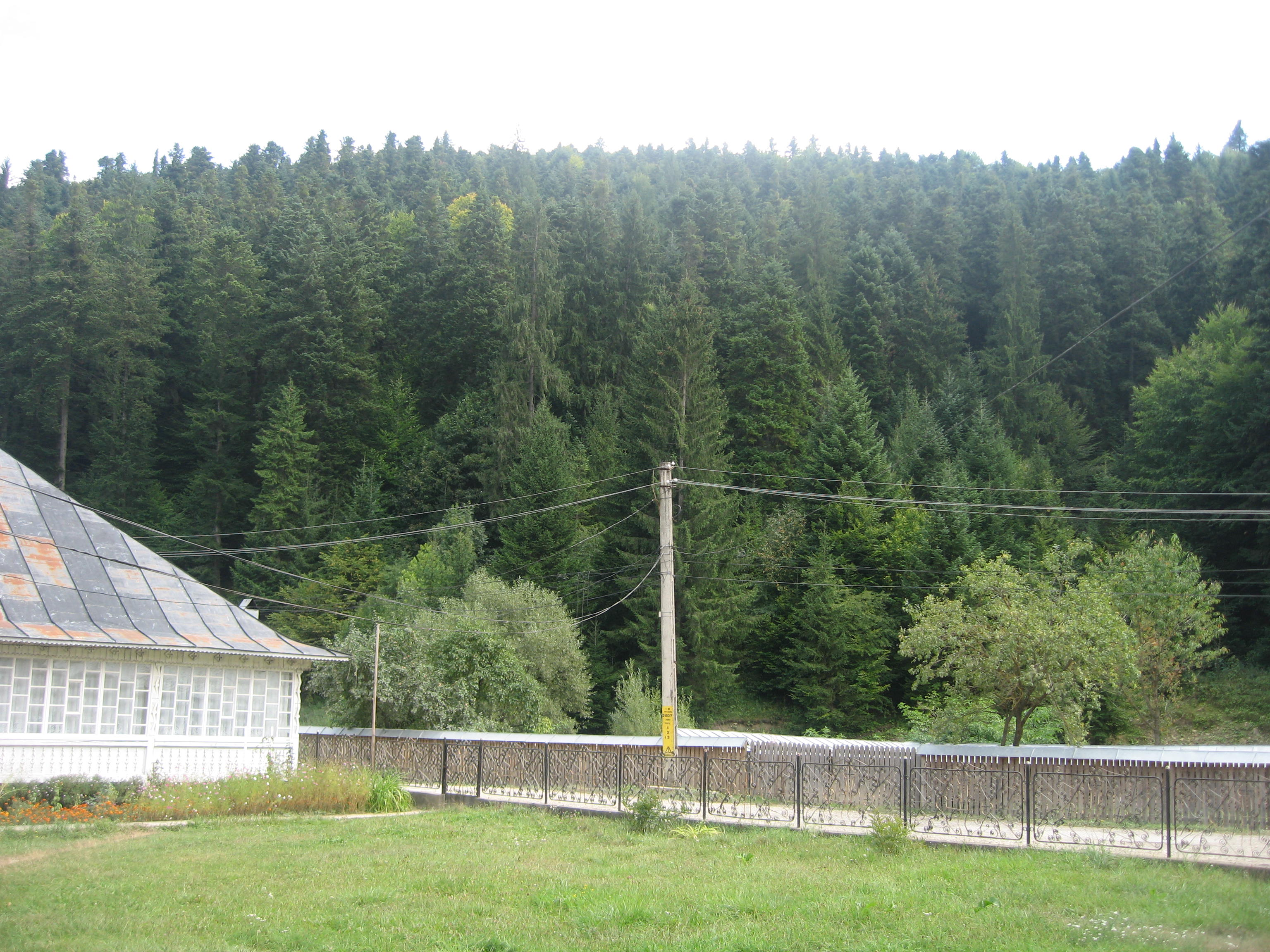
Piscuri împădurite văzute de la biserica Adormirea Maicii Domnului
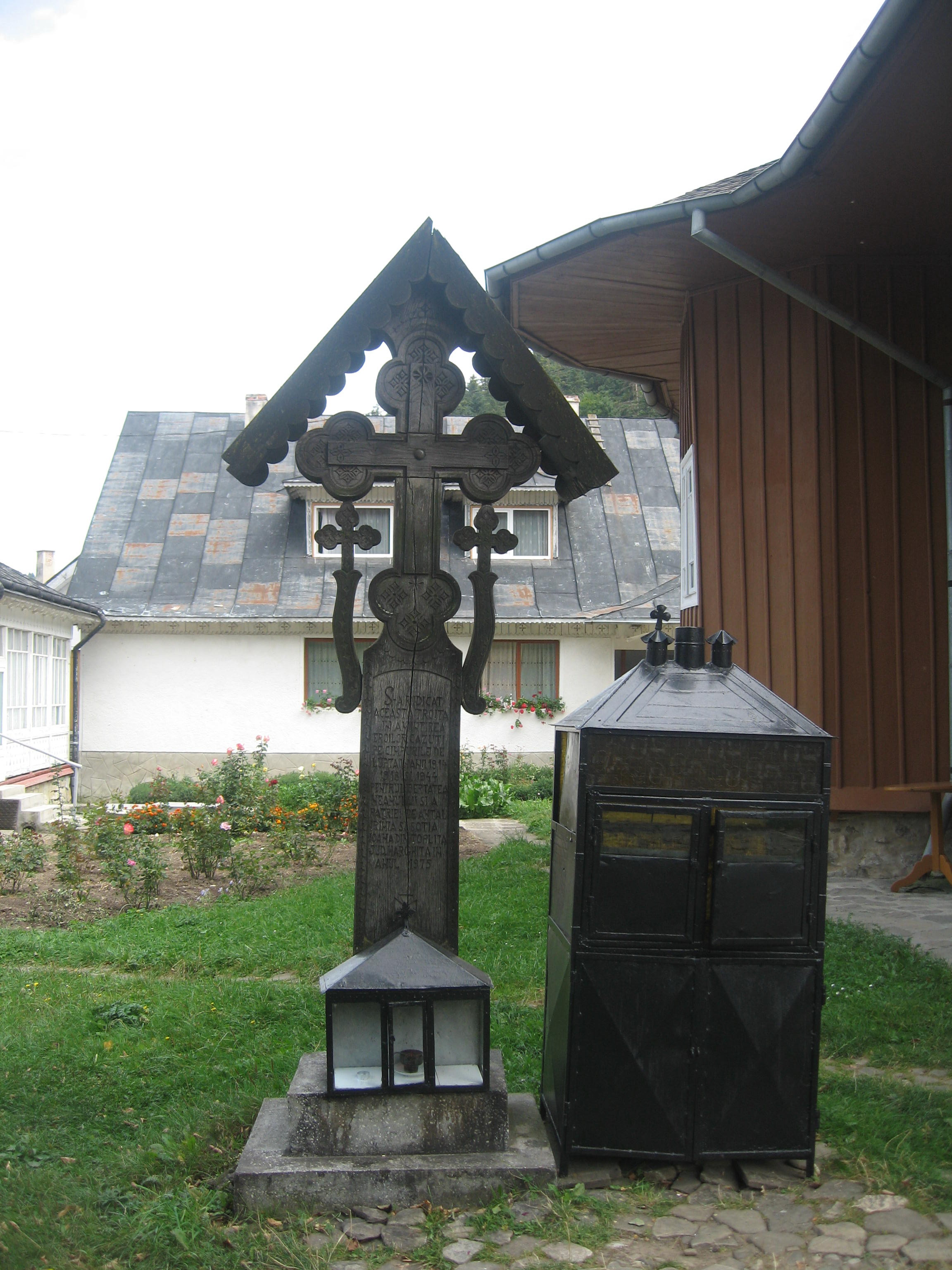
Troiță de lemn în curtea bisericii
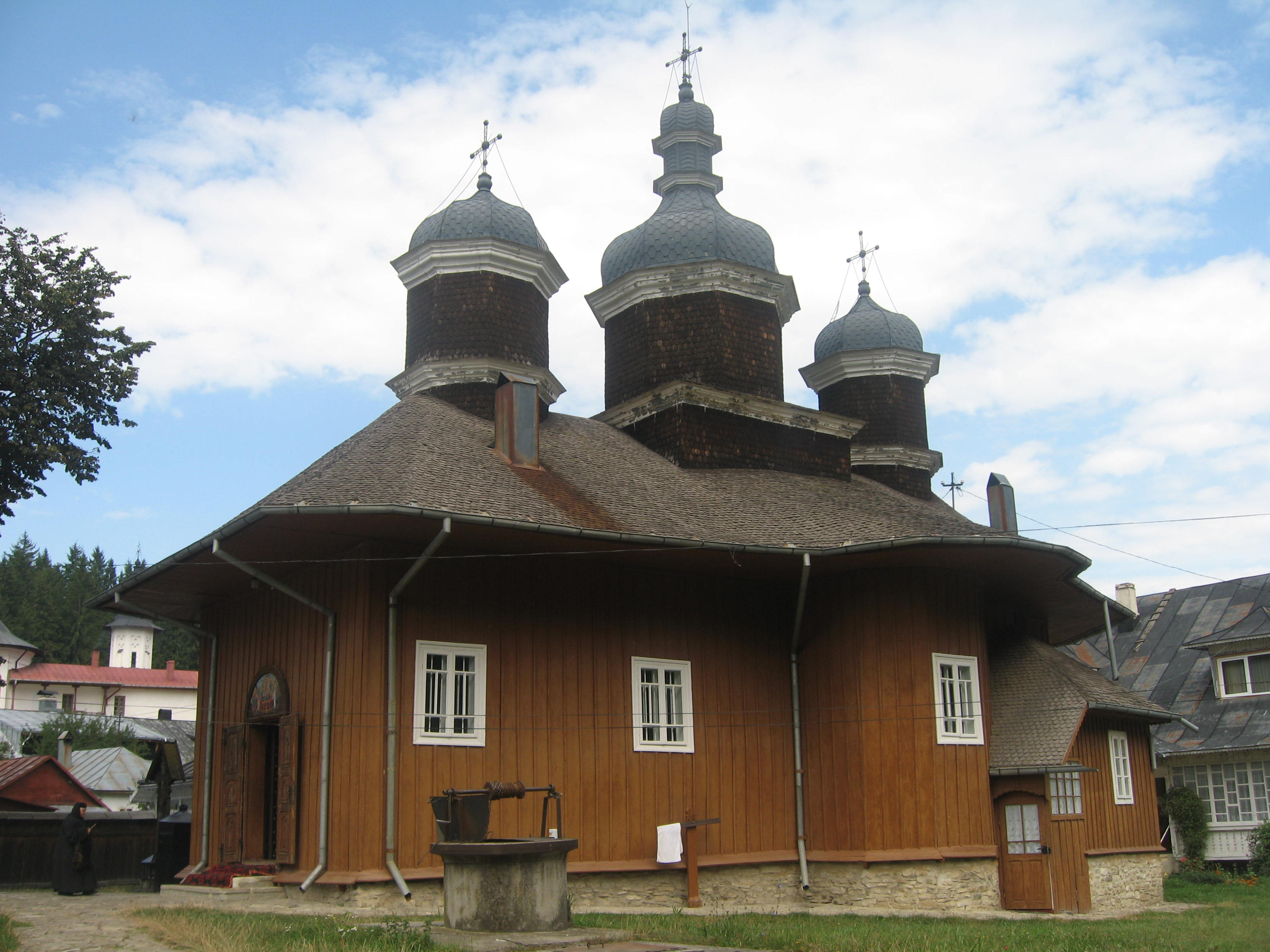
Biserica de lemn
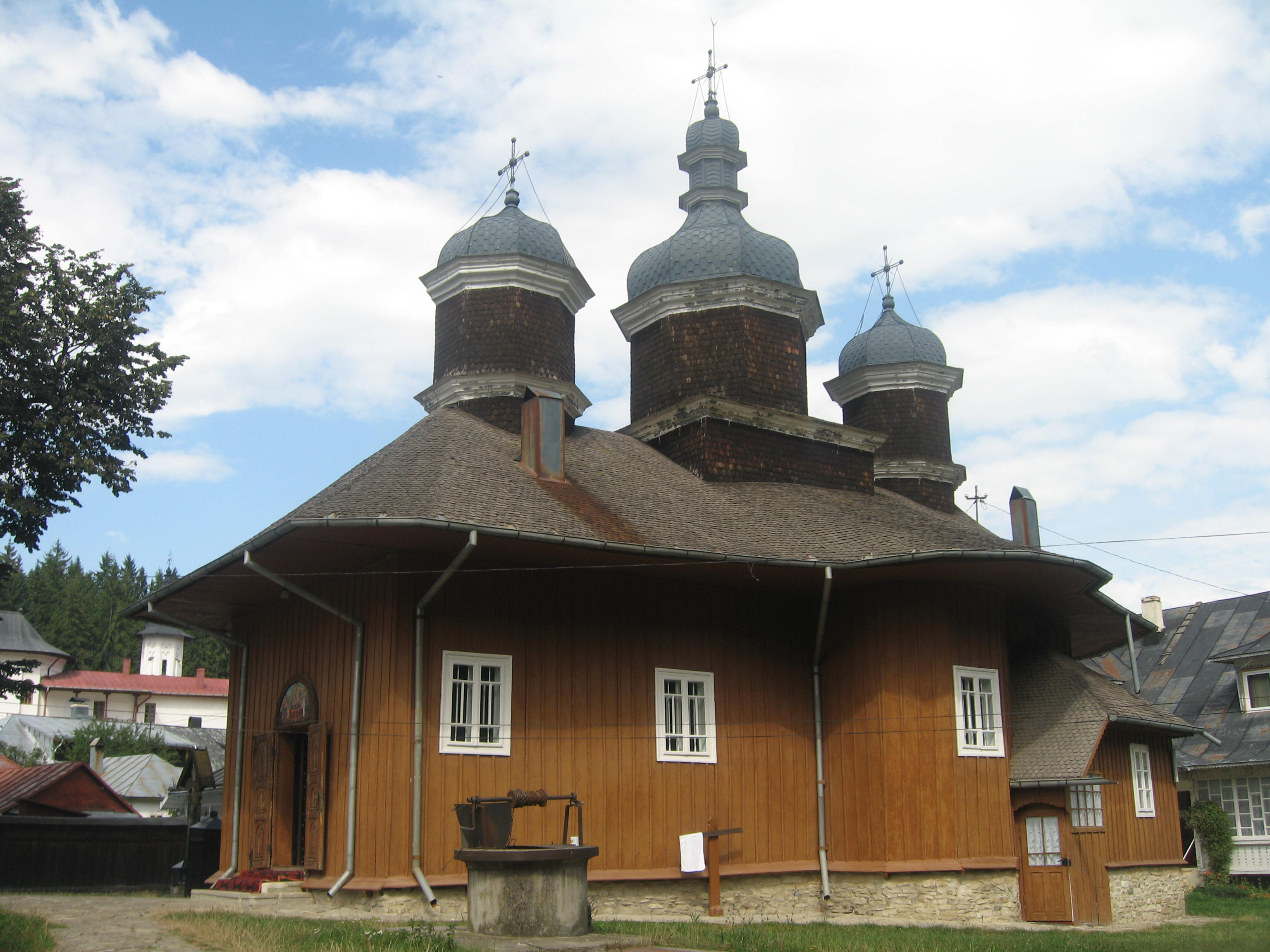
Biserica de lemn
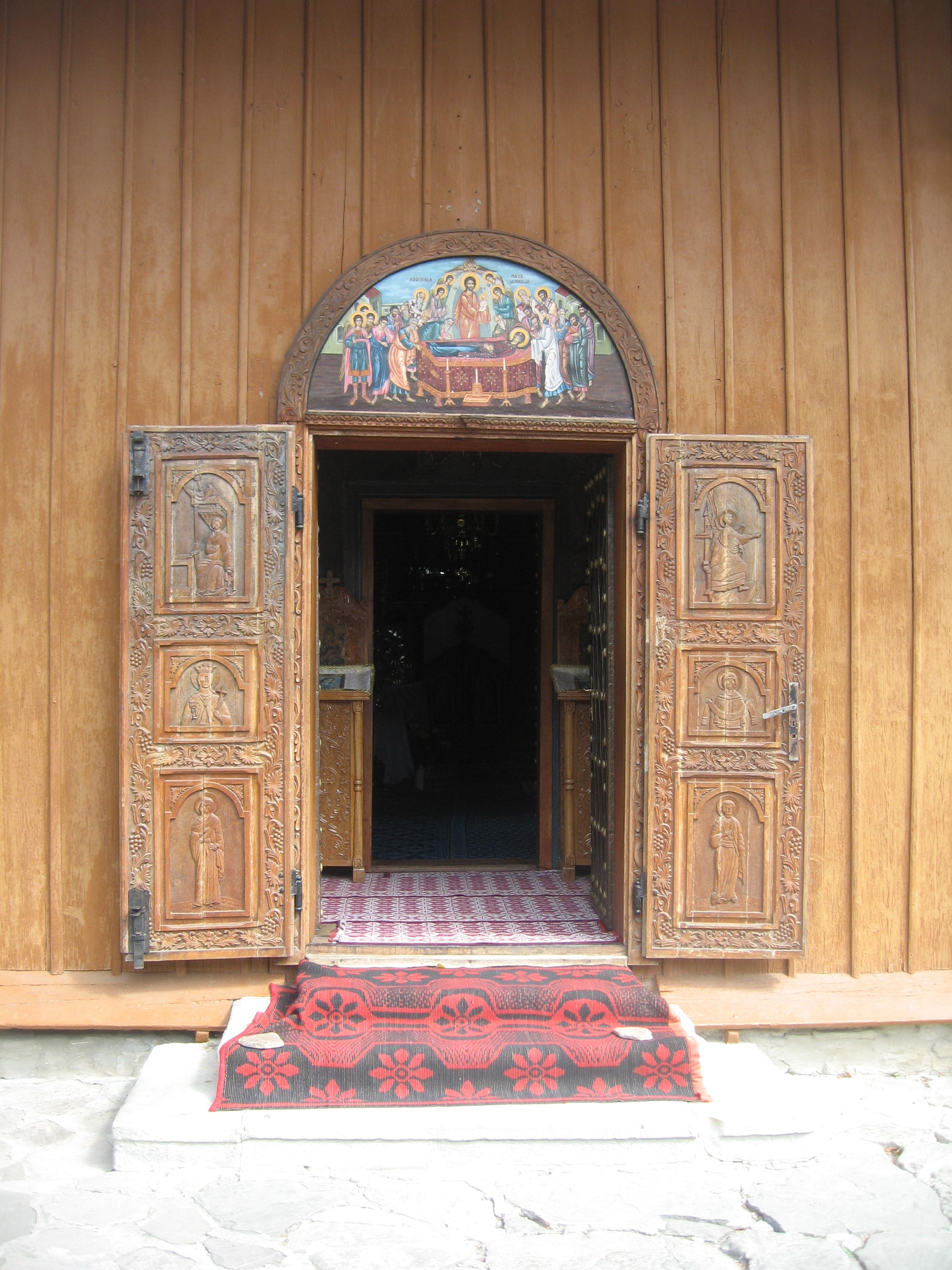
Intrarea în biserică
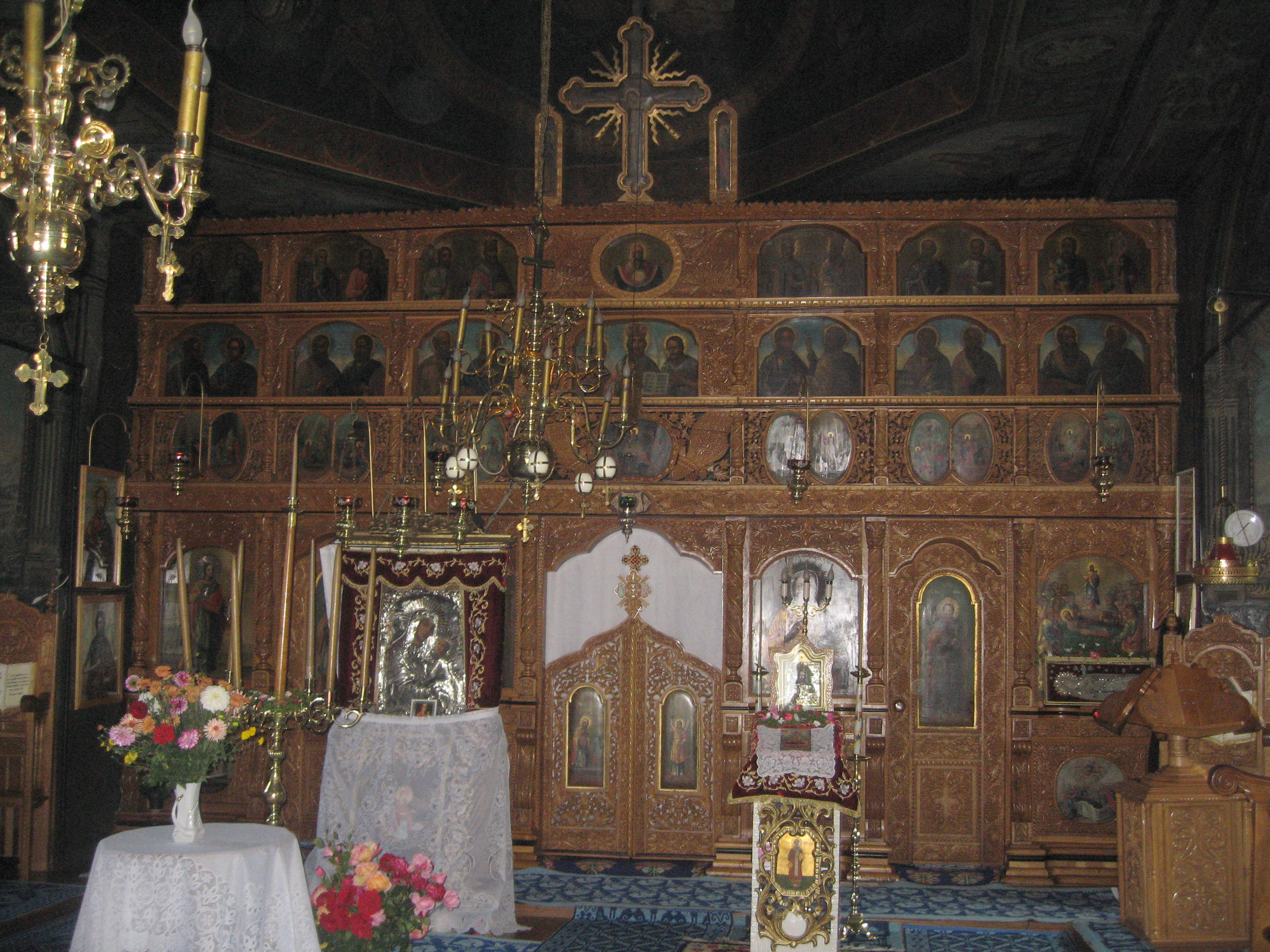
Catapeteasma
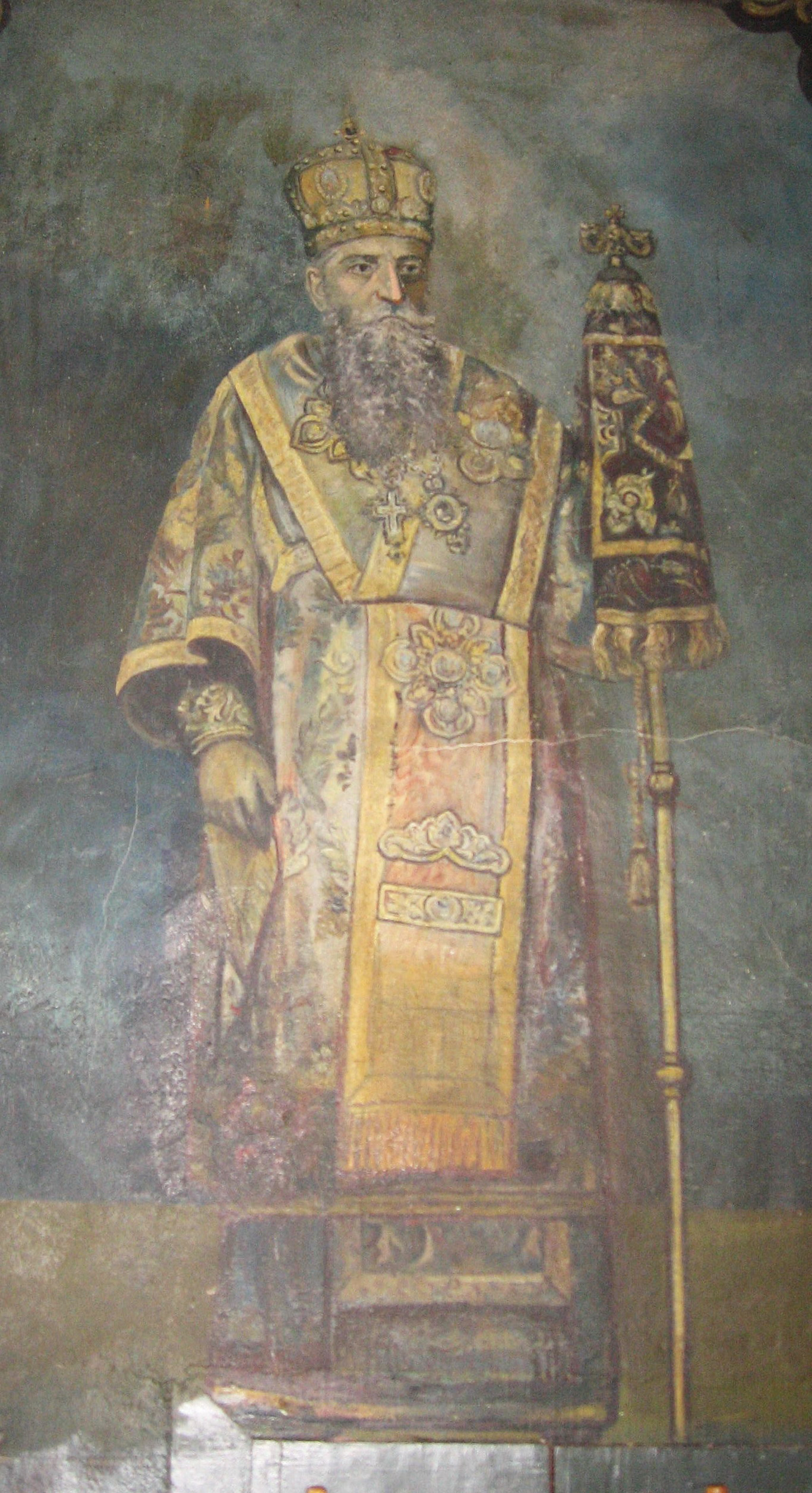
Mitropolitul Irineu Mihălcescu pe peretele sudic al pronaosului
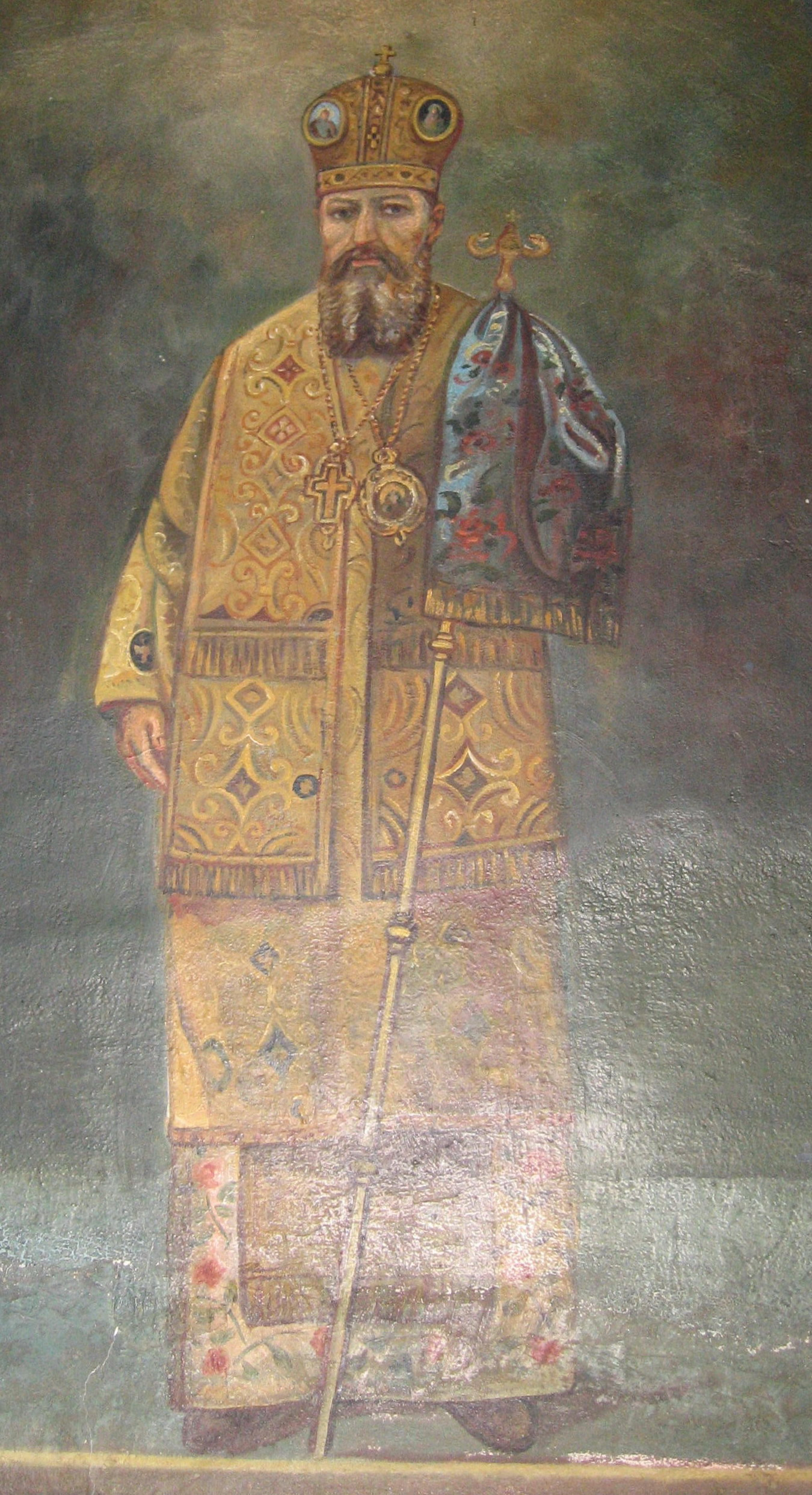
Mitropolitul Iustin Moisescu pe peretele nordic al pronaosului
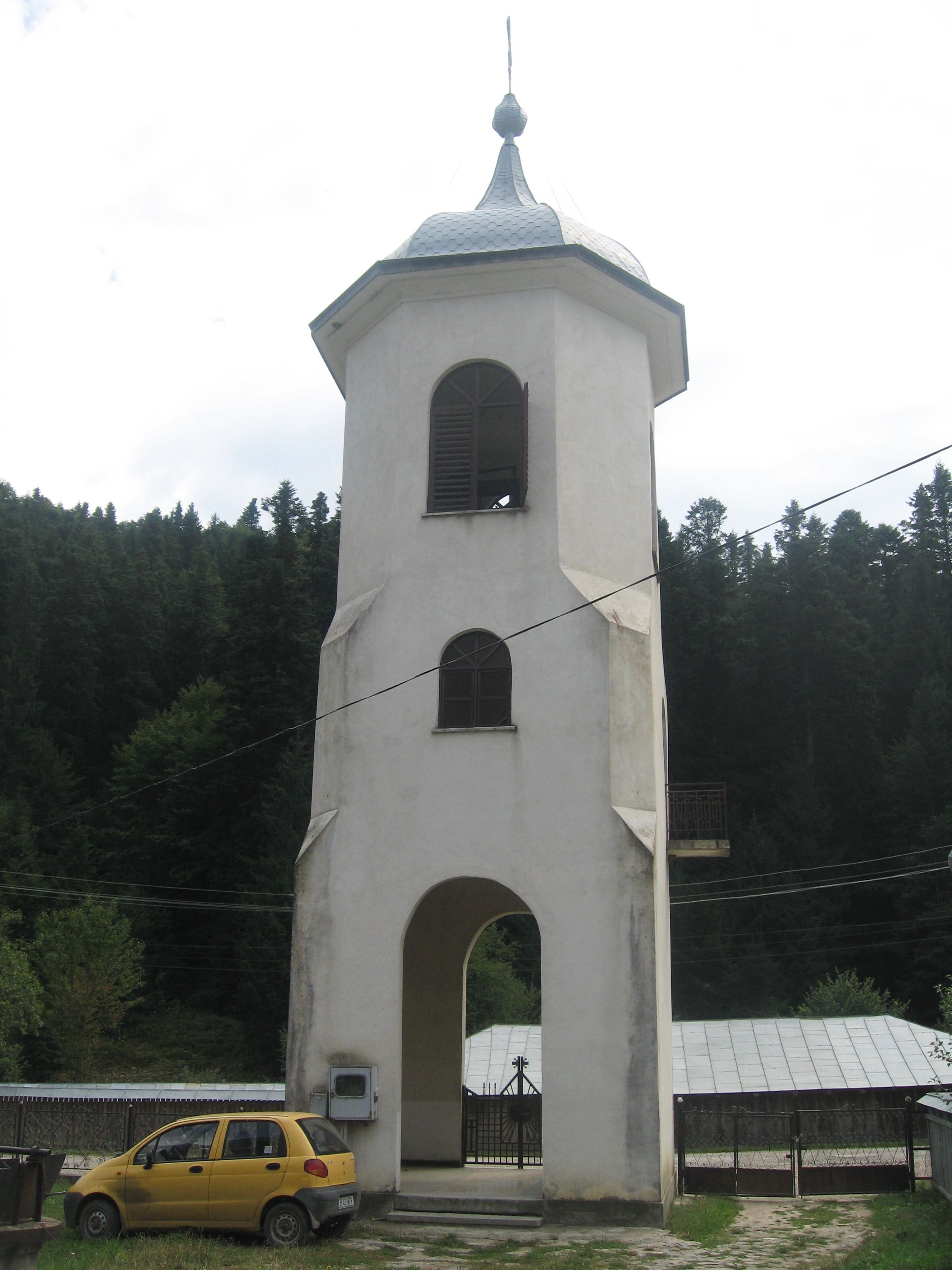
Turnul clopotniță
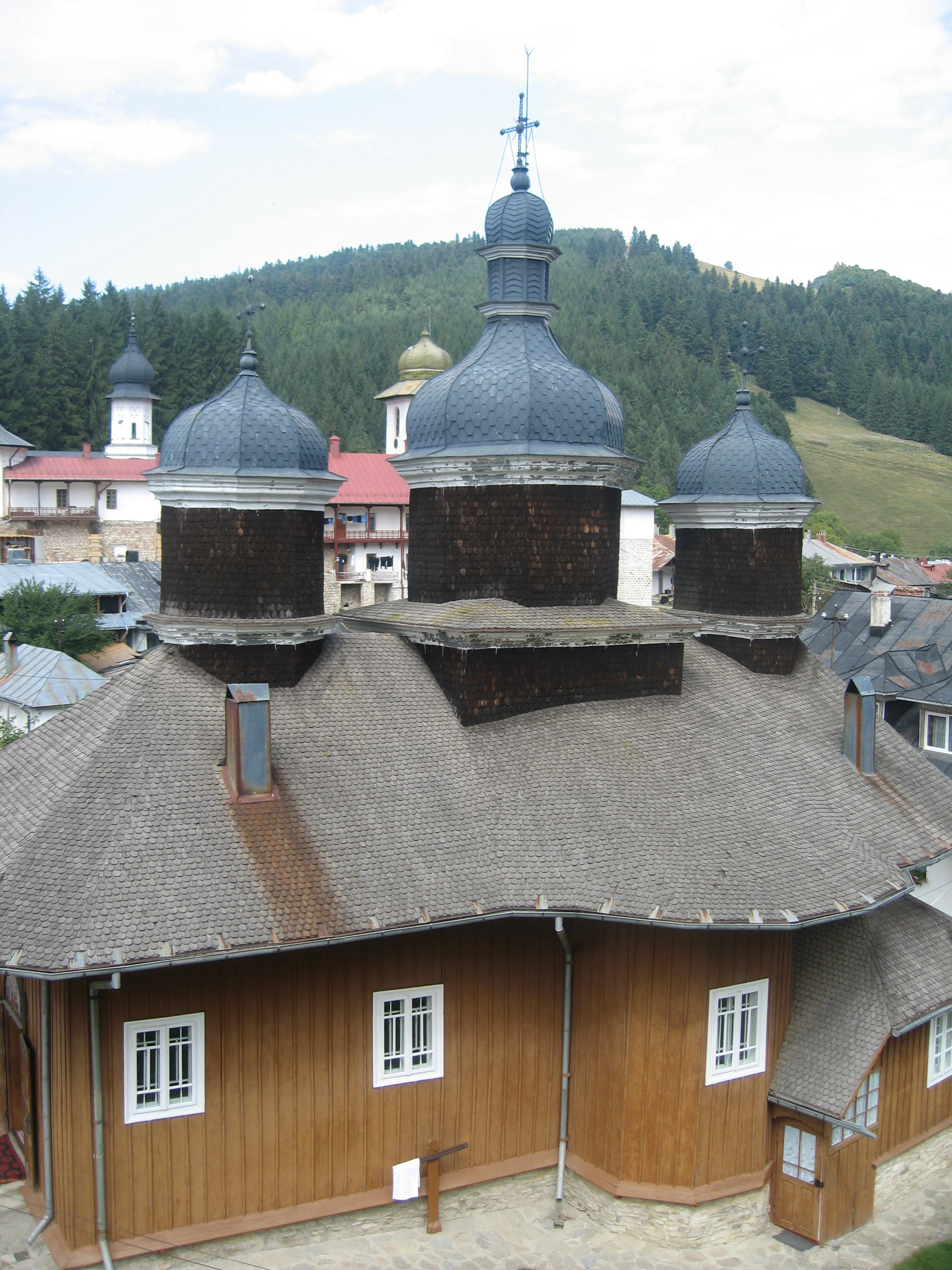
Biserica văzută de la etajul II al turnului clopotniță
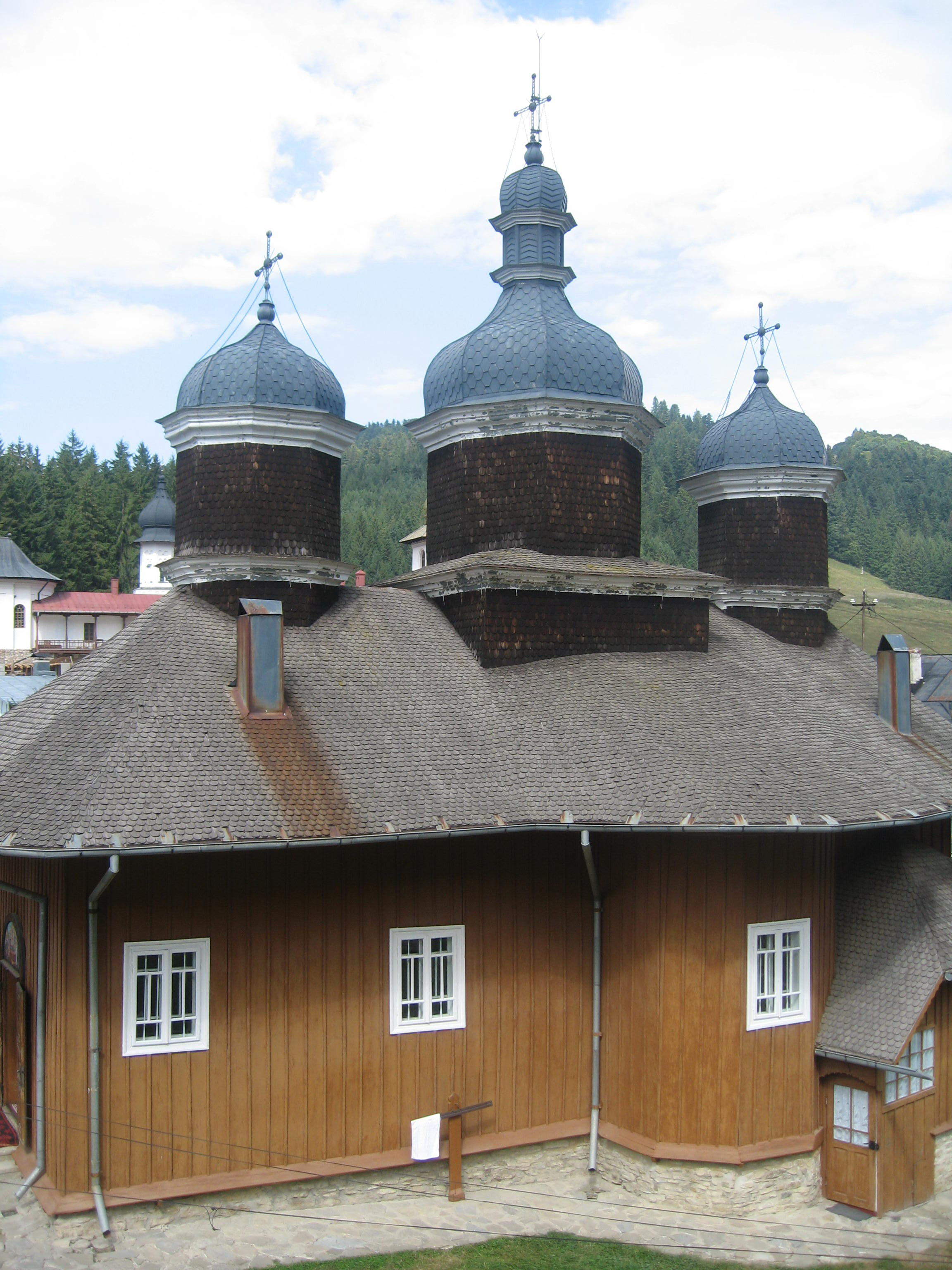
Biserica văzută de la etajul I al turnului clopotniță
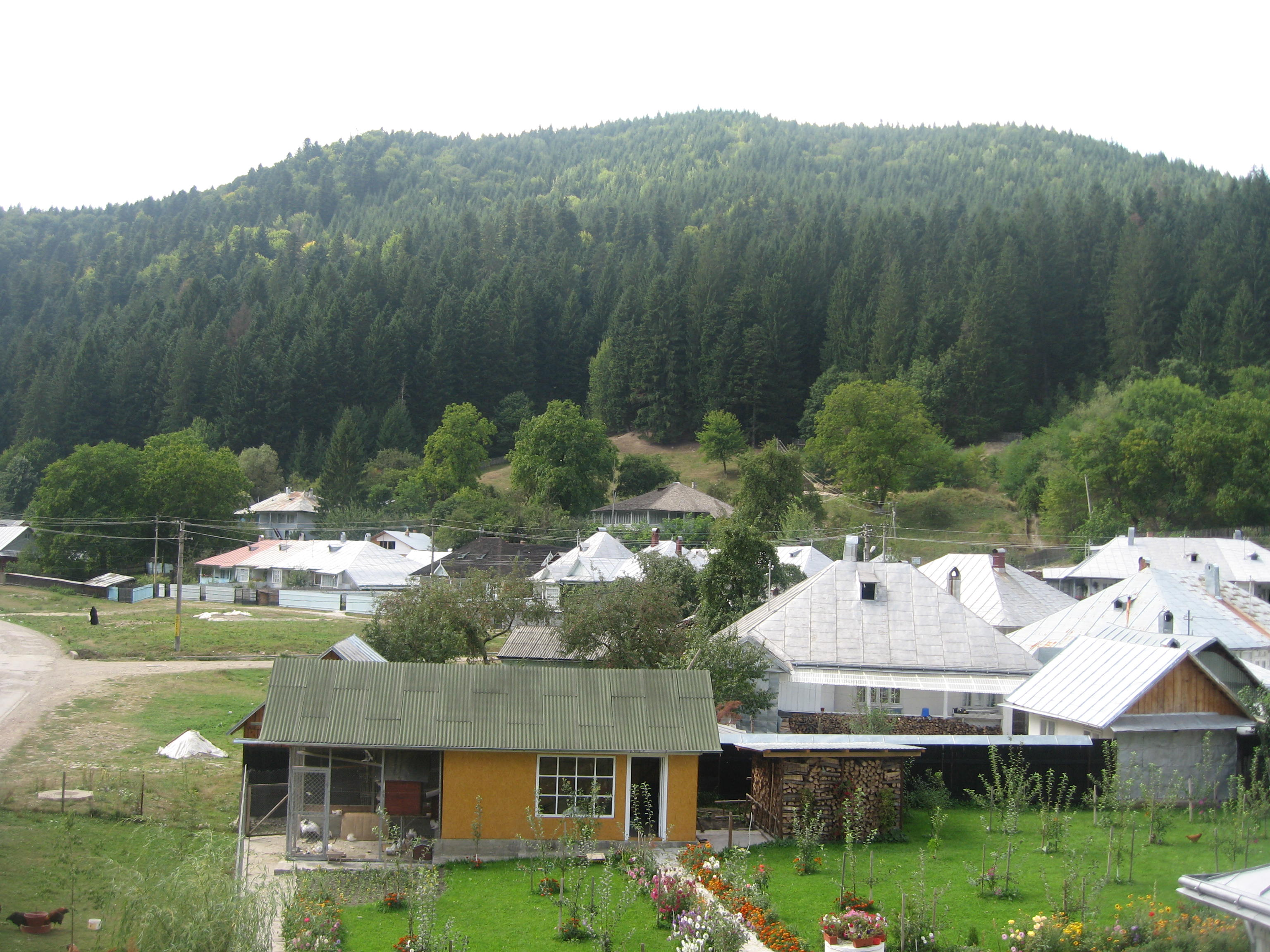
Culmile împădurite ale Agapiei văzute din turnul clopotniță